# Berenguer de Palou II
|  | No s'ha de confondre amb Berenguer de Palou (trobador). |

Berenguer de Palou II (? - Barcelona, 1241) fou bisbe de Barcelona entre els anys 1212 i 1241.

## Bisbe de Barcelona

Emblema del Bisbat de Barcelona

Berenguer de Palou II entrà a formar de la canònica de Barcelona quan el seu oncle, Berenguer de Palou I, era Bisbe de Barcelona (1200-1206).
Berenguer de Palou II fou consagrat Bisbe de Barcelona l'any 1212, i aquest mateix any acompanyà Pere el Catòlic a la Croada contra els musulmans almohades, que finalitzà en la victòria de la batalla de Las Navas de Tolosa o Batalla d'Úbeda.

## Regnat de Pere II d'Aragó i la Croada Albigesa
Durant la Croada Albigesa contra els càtars d'Occitània, que posava en dubte el domini del Comte de Barcelona i Rei d'Aragó Pere el Catòlic sobre les terres occitanes, el bisbe Berenguer de Palou intentà trobar una solució de compromís pactant un matrimoni entre Pere el Catòlic, i la filla de Felip II de França. Però aquesta solució de compromís fou avortada pel mateix Papa Innocenci III en negar-se a anul·lar tant l'anterior matrimoni de Pere el Catòlic com l'interdicte que havia manat sobre Felip II de França per repudiar la seva segona esposa.
Fracassada aquesta estratègia intentà una negociació directa amb París, presidint ell mateix una ambaixada que s'entrevistà amb Felip II de França. Malgrat tot, no s'arribà a cap acord satisfactori per ambdues parts.
Un cop esgotats tots els esforços diplomàtics dirigits per Berenguer de Palou, no quedà més remei que optar per l'estratègia militar, una opció que Pere el Catòlic mai va desitjar, car lluitar contra una croada decretada per l'Església suposava l'excomunió i, per tant, la pèrdua dels drets sobre les terres. La guerra finalitzà per la Corona d'Aragó amb la fatídica batalla de Muret (1213), en la qual morí el mateix Rei Pere II.

## L'interregne i la Cinquena Croada
Durant el caos que seguí la mort del Rei, Berenguer de Palou intentà reconduir la situació des del seu càrrec de canceller, que fou qui primer l'exercí, des de 1218.
El 1219 participà a Egipte en el Setge de Damiata (1218) a la Cinquena Croada, armant cinquanta cavallers propis i peons.

## Regnat de Jaume I
Durant la seva vida fou un dels majors col·laboradors de Jaume I d'Aragó. Dita proximitat quedà reflectida en les pintures murals del Palau Aguilar de Barcelona, on el Bisbe Berenguer de Palou II es troba a la dreta del Rei En Jaume I, durant un dels consells de guerra anteriors a la conquesta de Madina Mayurqa.
La seua personalitat també quedà reflectida en la Crònica del Rei, el Llibre del Feyts, de la qual és un dels protagonistes principals.
El 1225 participà amb el nou Rei Jaume I d'Aragó en el frustrat Setge del Castell de Peníscola.

### Croada contra Mayurqa
La seva col·laboració amb el Rei Jaume I s'intensificà amb la planificació de la Croada contra Al-Mayûrqa, en la qual participà armant la host de Berenguer Palou II a Mallorca de 99 cavallers i 1.000 peons.
Com a recompensa obtingué 875 cavalleries i 8 molins, que donaren origen a la Baronia dels Bisbes de Barcelona a Mallorca (Baronia del Pariatge o Baronia d'Andratx). Durant les operacions de neteja contra els andalusins resistents a l'illa, fou ferit i mutilat d'un peu.

### Croada contra la Taifa de Balensiya i Deniya
El 1238 el trobem de nou participant en la Conquesta de la Taifa de Balensiya i Deniya. Com a recompensa va rebre algunes cases i la Senyoria de la Vall d'Almonesir.

## Labor pastoral

Emblema de l'Orde de la Mercè

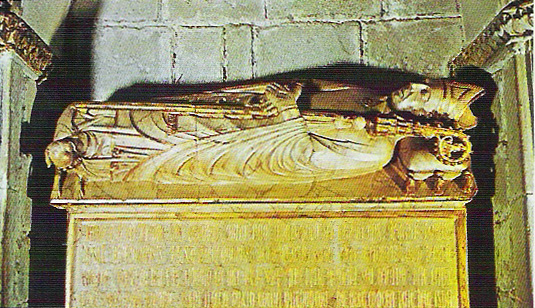
Tomba de Berenguer de Palou II a la Catedral de Barcelona

En l'aspecte religiós i pastoral feu una important fundació per als més desvalguts, dotada amb el Castell d'Avinyó del Penedès i alguns dels seus béns.
Va afavorir la fundació de l'Orde Reial i Militar de Nostra Senyora de la Mercè de la Redempció dels Captius l'any 1218 i afavorí l'establiment de l'Orde dels Predicadors (Convent de Santa Caterina al burg de la Bòria, 1219) i l'Orde Franciscà (1232) a la ciutat de Barcelona.
El 1233 fou escollit per ser Arquebisbe de Tarragona, però el Papa Gregori IX revocà la seua elecció. L'any 1237 contribuí a la fundació del convent de Santa Clara de Barcelona, així com el Convent de Santa Caterina (Barcelona).
Va traspassar l'any 1241, essent enterrat a la Capella de Sant Miquel de la Seu de Barcelona que ell mateix havia fet construir.